# Střední průmyslová škola Klatovy
Střední průmyslová škola Klatovy je střední odborná škola se sídlem v Klatovech. Poskytuje vzdělání v učebních a studijních oborech, a také rekvalifikační kurzy a jiné formy celoživotního vzdělávání.

## Historie
Snahy o vybudování školy pro výuku řemesel, které se objevily již 60. letech 19. století, vyvrcholily na počátku 30. let 20. století. Plány na výstavbu školy vypracoval architekt Václav Neckář a byly schváleny Ministerstvem školství a národní osvěty dne 15. července 1931. Výstavba budovy začala 3. dubna 1933 a byla dokončena dne 30. června 1934. K slavnostnímu otevření došlo u příležitosti státního svátku 28. října 1934. K tomuto dni měla škola již 522 žáků. Původně byly na škole vyučovány dva obory: „strojníci“ a „mechanici a příbuzné živnosti“. Kromě výuky se během školního roku konaly i odborné a kulturní exkurze. V roce 1942 byla budova školy vybrána nacisty za shromažďovací místo dvou židovských transportů z bývalých okresů Klatovy, Domažlice, Strakonice, Písek, Plzeň-jih a Příbram. Výběr místa byl proveden vzhledem k využitelnosti velkých prostor a k blízkosti vlakového nádraží. Deportace Židů do ghetta v Terezíně byla provedena dvěma transporty „Cd“ dne 26. listopadu 1942 (650 osob) a „Ce“ dne 30. listopadu 1942 (619 osob). Po osvobození města americkou armádou byli v budově školy dočasně ubytováni američtí vojáci.
Před rokem 1960 byla v budově školy učňovská škola pro obor zemědělský mechanizátor. Od 1. září 1960 začala škola užívat název „Střední průmyslová škola strojnická“.  Zájemců o studium rychle přibývalo a ve školním roce 1964/1965 už škola měla 14 tříd denního studia a 16 tříd večerního studia. Výuka odborných předmětů však probíhala na několika místech v Klatovech. V letech 1973 - 1976 byla vystavěna nová budova, v níž byly umístěny dílny a laboratoře. K dalším stavebním úpravám došlo v letech 1987 - 1989, kdy byla postavena přístavba bytové jednotky a dokončeno nové řešení hlavního vchodu školy. Ve školním roce 1988/1989 začala výstavba tělocvičny, která slouží k výuce tělesné výchovy žáků školy, ale je také využívána širokou veřejností. Na stavbě jejích základů se podíleli rovněž studenti a učitelé školy. Tělocvična byla otevřena na podzim 1991. K zatím poslední významné stavební úpravě došlo od 1. června do 15. října 2002. K původní budově dílen a laboratoří se přistavěla část s novou moderní počítačovou učebnou.

## Současnost

### Obory studia
Od 1. 7. 2012 (sloučení s Integrovanou střední školou) nabízí škola tyto obory:
- Čtyřleté studijní obory s maturitou:
  - Strojírenství
  - Elektrotechnika
  - Ekonomika a podnikání

- Tříleté učební obory s výučním listem:
  - Mechanik opravář motorových vozidel
  - Strojní mechanik
  - Obráběč kovů

### Areál školy
Školní areál tvoří pět samostatných pracovišť:
- Komplex na nábřeží Kpt. Nálepky 362 – sídlo vedení školy; učebny, dílny a laboratoře pro výuku studijních oborů
- Budova Voříškova 526 – učebny pro teoretickou výuku učebních oborů
- Komplex Franty Šumavského 150 – pracoviště odborného výcviku učebních oborů, servis motorových vozidel
- Budova Voříškova 823 – domov mládeže
- Budova Koldinova 180  – školní jídelna